# Derrubadas
Derrubadas ist eine Stadt mit etwa 2850 (Schätzung 2018) Einwohnern im Bundesstaat Rio Grande do Sul im Süden Brasiliens. Sie liegt etwa 480 km nordwestlich von Porto Alegre an der Grenze zu Argentinien (Provinz Misiones). Benachbart sind die Orte Barra do Guarita, Esperança do Sul, Vista Gaúcha und Tenente Portela. Ursprünglich war Derrubadas Teil des Munizips Tenente Portela.
Etwa die Hälfte des Gebiets von Derrubadas nimmt der Parque Estadual do Turvo mit dem 1800 m langen Wasserfall Salto Yucumã ein.